# Дакота Фанинг
Хана Дакота Фанинг (на английски: Hannah Dakota Fanning, р. 23 февруари 1994 г.) е американска актриса, професионално по-известна като Дакота Фанинг. Тя е по-голямата сестра на актрисата Ел Фанинг.
Дакота Фанинг е родена в семейството на Стивън Фанинг – бивш бейзболист и Джой Фанинг, която е играла професионално тенис. Майка ѝ искала да я кръстят Хана, а баща ѝ държал на Дакота. Приятелите ѝ я наричат Дакота. Цялото семейство са баптисти.
Фанинг става актриса на петгодишна възраст, когато се появява в телевизионна реклама на лотарията в щата Джорджия, заедно със знаменития музикант Рей Чарлз. След това е избрана за реклама на прах за пране.
Известни филми с участието на Дакота Фанинг са „Мъж под прицел“ с участието на Дензъл Уошингтън, Джанкарло Джанини и Рада Мичъл, „Криеница“ с Робърт де Ниро, „Война на световете“ и др. През 2009 г. Фанинг се появява във втората част от Здрач сагата, като Джейн Волтури. Във филма си партнира със световноизвестни актьори като Кристен Стюарти Робърт Патинсън. Дакота Фанинг и Кристен Стюарт си партнират и в още един проект ''The Runways'' чиято премиера е през март 2010 г., лятото на същата година е премиерата на „Затъмнение“, третата част от сагата на Стефани Майер.
Като една от най-богатите тийнейджърки Дакота се слави и като една от най-добре облечените на червения килим.
| Заглавие                                       | Година | Герой               |
| ---------------------------------------------- | ------ | ------------------- |
| Now is good / Най-добре сега                   | 2012   | Теса Скот           |
| Здрач: Затъмнение (The Twilight Saga: Eclipse) | 2010   | Джейн               |
| The Runaways/Бегълци                           | 2010   | Шери Къри           |
| Здрач: Новолуние (The Twilight Saga: New Moon) | 2009   | Джейн               |
| Push/Секретен отряд                            | 2009   | Каси Холмс          |
| Коралайн и тайната на огледалото (Coraline)    | 2009   | коралайн            |
| The secret life of bees                        | 2008   | Лили Оуенс          |
| hounddog/Отровената                            | 2007   | Луелън              |
| Паяжината на Шарлот (Charlotte's Web)          | 2006   | Фърн                |
| Война на световете (War of the Worlds)         | 2005   | Рейчъл Фириър       |
| Nine lives/Девет живота                        | 2005   |                     |
| Dreamer:Inspired by a True Story/Мечтател      | 2005   | Кейл Крейн          |
| Криеница (Hide and Seek)                       | 2005   | Емили Калауей       |
| Мъж под прицел (Man on Fire)                   | 2004   | Пита                |
| Котката с шапка (The Cat in the Hat)           | 2003   | Сали Уолдън         |
| Uptown girls/Градски момичета                  | 2003   | Рей                 |
| Taken/Похитени                                 | 2002   | Али                 |
| Trapped/В капан                                | 2002   | Абигейл Дженингс    |
| I am Sam/Аз съм Сам                            | 2001   | Люси Даймънд Доусън |